# ویلیام وایت
ویلیام وایت (انگلیسی: William White؛ ۲۵ ژوئن ۱۹۲۱ – ۱۴ ژوئیهٔ ۱۹۸۵) بازیگر، کارگردان فیلم و تهیه‌کننده اهل ایالات متحده آمریکا بود. وی بین سال‌های ۱۹۲۷ تا ۱۹۸۴ میلادی فعالیت می‌کرد.
از فیلم‌هایی که وی در آن‌ها نقش داشته‌است، می‌توان به اسکار آرام و موریتوری اشاره نمود.